# Plikt
Plikt är ett etiskt och juridiskt begrepp som betecknar en skyldighet att utföra, eller låta bli att utföra, en viss handling av etiska eller rättsliga skäl.

## Etisk plikt
Plikt är ett centralt begrepp i vissa etiska teorier, därav samlingsnamnet pliktetik. Pliktetiska teorier kan i viss mån sägas stå i motsättning till teorier som betonar konsekvenserna av handlingarna snarare än handlingarna i sig. Exempel på sådan konsekventialism är utilitarism. 
Det finns olika åsikter om vad som bestämmer en handlings pliktmässighet. Några menar att det beror på övervikten av fördelar framför nackdelar bland dess konsekvenser, medan andra säger att en handling betraktas som plikt, inte på grund av dess konsekvenser, utan för att den är föremål för ett biologiskt eller socialt krav, eller för att den är påbjuden av en gudomlig eller annan övermänsklig makt, såsom sedelagen inom Kants etik.
Filosofen Immanuel Kant är en känd förespråkare för en slags pliktetik. Kant förklarade med det kategoriska imperativet att vissa handlingar aldrig fick utföras, eller låtas bli att utföras. Dessa kallade han för absoluta plikter. Ett exempel på en sådan plikt är plikten att inte ljuga.

## Juridisk plikt
Exempel på juridiska plikter är skolplikten. Det innebär att man i princip är tvungen att göra något men det finns ingen lag som säger att du är tvungen och du kan inte dömas om du inte skulle följa en plikt. Även inom trafiken betecknar "plikt" skyldigheter, till exempel stopplikt och väjningsplikt.